# Rupel-Gruppe
Die Rupel-Gruppe ist ein geologischer Schichtenverband des Belgischen Beckens, der im Oligozän abgelagert wurde. Er ist der ursprüngliche Stratotyp für die Stufe des Rupeliums. Die 45 bis 140 Meter mächtig werdende Gruppe ist marinen Ursprungs.

## Geschichte und Bezeichnung
Die Rupel-Gruppe wurde im Jahr 1850 vom belgischen Geologen André Hubert Dumont zum ersten Mal wissenschaftlich beschrieben und als Stufe des Oligozäns vorgeschlagen. Mit der Errichtung des Oligozäns durch Heinrich Ernst Beyrich im Jahr 1854 wurde dieser Vorschlag aufgegriffen und die Gruppe als Mitteloligozän (Rupelium) etabliert.
Benannt wurde die Gruppe wurde nach dem Fluss Rupel, einem rechten Seitenarm der Schelde südlich von Antwerpen.

## Vorkommen

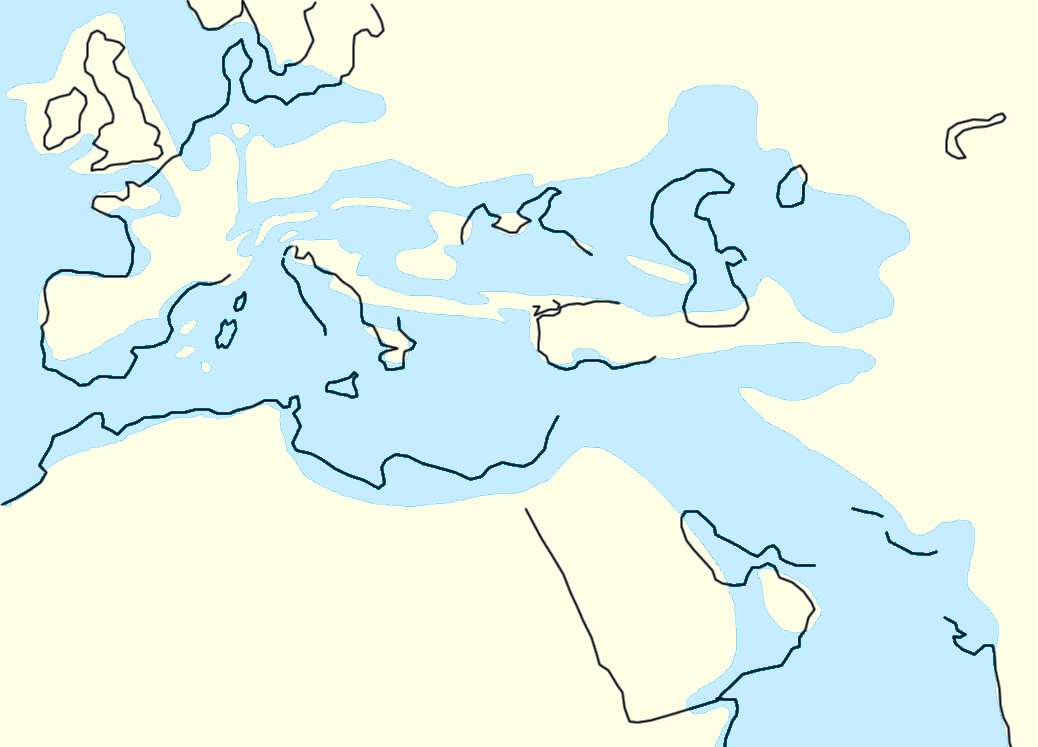
Die Meeresbedeckung während des Rupeliums in Europa. Das Belgische Becken mit der Rupel-Gruppe befindet sich in der südwestlichen Einbuchtung der Nordsee.

Die Sedimente der Rupel-Gruppe wurden im Belgischen Becken, einem relativ eingeengten südwestlichen Randbereich des Nordseebeckens, abgelagert. Die flach liegenden Schichten der Gruppe sind heute an der Oberfläche in zwei getrennten Vorkommen anzutreffen:
- ein zirka 60 Kilometer langes und knapp 10 Kilometer breites, Ostsüdost-streichendes Band, das 20 Kilometer westlich von Antwerpen ausgehend über Sint-Niklaas, Rupelmonde, Boom bis nach Aarschot zieht.
- ein ebenfalls 60 Kilometer langes Band, das in Ostrichtung verläuft und bis zu 15 Kilometer breit werden kann. Es geht von Leuven aus und erstreckt sich bis östlich von Hasselt. In seinem Südabschnitt ist die basale Bilzen-Formation aufgeschlossen.

Die Gruppe tritt auch noch in den Niederlanden (Zeeuws Vlaanderen um Hulst) zu Tage.
Nordöstlich von Antwerpen wurde sie in einer Bohrung bei Weelde angetroffen, d. h. die Gruppe befindet sich hier im tieferen Untergrund und ruht auf der Westlichen Campine-Scholle.
Die Rupel-Gruppe kommt im Nordwesten (Raum Mechelen-Boom-Waasland) nach einer Schichtlücke auf die Zelzate-Formation zu liegen, im Südosten (Raum Leuven-Tongeren) folgt sie ebenfalls nach einer Schichtlücke auf verschiedene nichtmarine Fazieseinheiten der Tongeren-Gruppe. Im Nordwesten wird die Rupel-Gruppe von der aus dem Unteren Miozän stammenden Berchem-Formation überlagert. Weiter im Osten folgt auf die Boom-Formation die obermiozäne Diest-Formation – Sedimente eines Gezeitenarmes, welcher sich teilweise sehr tief in seine Unterlage eingeschnitten hat. In Nordostbelgien werden die Sedimente der Rupel-Gruppe von der Voort-Formation des Chattiums (Oberoligozän) bedeckt. Die Voort-Formation folgt nach einer Schichtlücke und rückt dann gen Nordwest vor.

## Stratigraphie
Die Rupel-Gruppe baut sich aus drei Formationen auf (von jung nach alt):
- Eigenbilzen-Formation
- Boom-Formation
- Bilzen-Formation

### Bilzen-Formation
Die marine Bilzen-Formation erreicht eine Mächtigkeit von zirka 15 Meter. Sie ist im südöstlichen Brabant und in Limburg anstehend, weiter nördlich wird sie unter Tage auf der Westlichen Campine-Scholle angetroffen. Die Formation setzt sich aus drei Schichtgliedern (Member) (von jung nach alt) zusammen:
- Kerniel-Member
- Kleines Spouwen-Member
- Berg-Member

Das Berg-Member beginnt nach einer Schichtlücke mit einem Konglomerat aus Hornsteingeröllen an der Basis. Darüber folgen weißgelbe, homogene, horizontal geschichtete Feinsande, die stellenweise Glaukonit-führend sind. Die anschließenden sandigen Tone des Kleinen Spouwen-Members sind buntgefärbt (braun, grün oder gelb) und sehr reich an Fossilien. Den Abschluss der Formation bilden blasse, mit Tonhorizonten wechsellagernde Feinsande des Kerniel-Members. Die Formation keilt nach Nordwesten aus und wird dort von den beiden unteren Schichtgliedern der Boom-Formation abgelöst.

### Boom-Formation
Die marine Boom-Formation besitzt eine sehr variable Mächtigkeit. In Ostflandern dünnt sie auf wenige Meter aus, wohingegen sie im nördlichen Belgien an die hundert Meter erreicht. Auch sie lässt sich in drei Schichtglieder unterteilen (vom Hangenden zum Liegenden):
- Putte-Member – schwarze, an organischem Material angereicherte Tone
- Terhagen-Member – graue Tone
- Belsele-Waas-Member – siltige Tone

Die Formation besteht vorwiegend aus grauen, siltigen Tonen in charakteristischer, rhythmischer Wechsellagerung mit dunklen (dunkelgrauen bis schwarzen) Tonen, die karbonatreiche Horizonte enthalten können. Die Wechsellagerung im 50 Zentimeterbereich ist korngrößenabhängig und dürfte Milankovitch-Zyklen der Erdachsenexzentrität und -neigung entsprechen. Die Korngrößenrhythmizität wird anhand von Meeresspiegelschwankungen erklärt, die Änderungen in der arktischen und antarktischen Eisbedeckung nachvollziehen. Individuelle Lagen innerhalb der Boom-Formation lassen sich gar auf bis zu 50 Kilometer verfolgen.
Die siltigen Tone des Belsele-Waas-Members beginnen mit einem Phosphathorizont. Es transgrediert nach Südosten zusehends über die unterliegende Bilzen-Formation. Das Terhagen-Member besteht hauptsächlich aus grauen Tonen und enthält Septarienhorizonte (diagenetisch entstandene Konkretionen). Es transgrediert nach Südosten vollständig über die obere Bilzen-Formation. Das Putte-Member besteht aus schwarzen, organischen Tonen. Es führt ebenfalls einen Septarienhorizont. In seinem unteren Abschnitt besitzt es eine Schichtlücke. Im oberen Abschnitt regrediert das Member dann nach Südost.

### Eigenbilzen-Formation
Die maximal 25 Meter mächtige marine Eigenbilzen-Formation wird hauptsächlich aus dunkelgrünen, tonigen bis mittelkörnigen Sanden aufgebaut. Die Sedimente sind glaukonithaltig und wurden vom Benthos durchwühlt (Bioturbation). Analog zur Boom-Formation kann auch sie korngrößenabhängige Wechsellagerung vorweisen. Die Formation wurde bisher in keine Member unterteilt. Sie tritt nur im Südosten bei Hasselt und im Raum Maasmechelen auf.

## Ablagerungsraum der Sedimente
Die Auswertung benthischer Foraminiferen lässt für den unteren Teil der Rupel-Gruppe (Boom-Formation) auf normale Schelfbedingungen schließen, mit einer Wassertiefe um 100 Meter. Zum offenen Meer bestanden zeitweilige Verbindungen. Der obere Teil der Gruppe (Eigenbilzen-Formation) verflacht zusehends und es entsteht folglich eine eingeengte, schlecht durchlüftete Randlage. Die in der Rupel-Gruppe vorgefundenen Faunengemeinschaften deuten auf kühl-gemäßigte klimatische Verhältnisse zu dieser Zeit. Die diskordant folgenden Sedimente des Chattiums (Voort-Formation) aber dokumentieren mit ihrem tropisch bis subtropischen Foraminiferenbenthos einen drastischen Klimawandel im Nordseebecken.

## Paläontologie
An Makrofossilien kommen in der Rupel-Gruppe Muscheln (Bivalvia), Dekapoden und Fische vor. Unter den Mikrofossilien sind zu erwähnen Foraminiferen, Ostrakoden, Dinoflagellaten, Pollen und Sporen.

## Alter
Absolute Altersdatierungen liegen für die Rupel-Gruppe nicht vor. Nachgewiesen wurden die Nannofossilzonen NP 23 mit Wetzeliella gochtii und NP 24, die planktonischen Foraminiferenzonen P 18 bis P 21 sowie die geomagnetische Stufe C 12. Die Grenze C 12n und C 12r fällt mit der Membergrenze Terhagen/Putte zusammen. Die ersten transgressiven Feinsande des Chattiums sind mit 26,7 Millionen Jahren BP datiert. Die Diskordanz zwischen der Rupel-Gruppe und dem Chattium geht laut Van Simaeys auf eine rund 500 000 Jahre dauernde Vereisung mit einhergehendem Meeresspiegelrückgang im Zeitabschnitt 27,5 bis 27,0 Millionen Jahre zurück. Fazit: Die Rupel-Gruppe umfasst in etwa den Zeitabschnitt 33,0 bis 27,5 Millionen Jahren BP.

## Paläogeographie und Tektonik
Das Nordseebecken war während des Oligozäns ein großes, in Nord-Süd-Richtung gestrecktes, epikontinentales Becken. Umliegende Hochgebiete waren der Baltische Schild im Nordosten, die mitteleuropäische Landmasse im Süden und die britischen Inseln im Westen. Der Zugang zum Atlantik über den Ärmelkanal war durch die Weald-Artois-Hebung unterbrochen. Im Zentrum des Beckens wurden während des Oligozäns bis an die 1000 Meter Sediment abgelagert, in der Niederrheinischen Bucht im Süden (vor allem im zum Zentraleuropäischen Riftsystem gehörenden Roer-Graben) noch an die 550 Meter. Tektonisch war das Rupelium im südlichen Nordseeraum ein relativ ruhiger Zeitabschnitt und so konnten sich in der Niederrheinischen Bucht tonige Sedimente absetzen. Das Fehlen der Eigenbilzen-Formation im Nordwesten der Rupel-Gruppe wird jedoch auf leichte Bewegungen an Nordnordwest-Südsüdost-orientierten Blöcken/Schollen im oberen Rupelium zurückgeführt. Die Hebung scheint hierbei synchron mit Absinkbewegungen im Roer-Graben einhergegangen zu sein.